# كورت ماير (مهندس معماري)
كورت ماير (بالإنجليزية: Kurt Meyer)‏ هو مهندس معماري أمريكي وسويسري، ولد في 3 يونيو 1922 في زيورخ في سويسرا، وتوفي في 18 أغسطس 2014 في لوس أنجلوس في الولايات المتحدة.